# Ray-Ray McCloud
Raymond McCloud III, detto Ray-Ray (Tampa, 15 ottobre 1996), è un giocatore di football americano statunitense che milita nel ruolo di wide receiver per gli Atlanta Falcons della National Football League (NFL).

## Carriera

### Buffalo Bills
McCloud fu scelto dai Buffalo Bills nel corso del sesto giro (187º assoluto) del Draft NFL 2018. Nel terzo turno, nella vittoria per 27–6 sui Minnesota Vikings, fece registrare la sua prima ricezione e ritornò un punt per 13 yard.
Il 31 agosto 2019 McCloud fu svincolato dai Bills.

### Carolina Panthers
Il 1º settembre 2019 McCloud firmò con i Carolina Panthers. Fu svincolato il 15 ottobre 2019.

### Ritorno ai Buffalo Bills
Il 17 ottobre 2019 McCloud firmò con la squadra di allenamento dei Buffalo Bills. Oltre che giocare come wide receiver, McCloud fu utilizzato come quarterback nella squadra delle riserve, emulando lo stile del quarterback che i Bills avrebbero dovuto affrontare di settimana in settimana. Il 6 gennaio 2020 firmò un nuovo contratto come riserva. Fu svincolato il 27 luglio 2020.

### Pittsburgh Steelers
Il 21 agosto 2020 McCloud firmò con i Pittsburgh Steelers. L'11 marzo 2021 firmò un nuovo contratto di un anno.  McCloud divenne il kick returner principale della squadra, ritornando 28 kickoff per 646 yard e 29 punt a una media di 10,7 yard l'uno. Pro Football Focus lo inserì nella sua seconda formazione ideale della stagione.
Nel 2021 McCloud guidò la NFL in yard totali su ritorno di punt.

### San Francisco 49ers
Il 22 marzo 2022 McCloud firmò un contratto biennale con i San Francisco 49ers. Il 23 ottobre, nella settimana 7 contro i Kansas City Chiefs, segnò il primo touchdown in carriera su un passaggio da 8 yard da Jimmy Garoppolo.
McCloud fu inserito in lista infortunati il 9 dicembre 2023.

## Palmarès
- National Football Conference Championship: 1

San Francisco 49ers: 2023